# Cruz y Raya (revista)
Cruz y Raya fue una revista cultural española dirigida por José Bergamín, publicada entre 1933 y 1936. En ella colaboraron escritores como Federico García Lorca, Luis Cernuda, Ramón Sijé o Miguel Hernández.

## Historia

### Primera etapa
Cruz y Raya apareció en abril de 1933 y en total salieron 39 números (en 38 volúmenes, ya que hubo uno doble -23 y 24-, publicado en febrero de 1935), el último de los cuales vio la luz en julio de 1936. El comienzo de la guerra civil española impidió que la revista siguiera existiendo.
Tuvo como subtítulo Revista de afirmación y negación y se ha considerado "el más coherente intento hasta ahora en la cultura española de configurar una corriente de catolicismo progresista". La revista publicaba apéndices en papel de color, con textos literarios y ensayos.

### Segunda etapa
La publicación tuvo una segunda etapa a principios de los años 1960 cuando Bergamín fundó, después de regresar en 1957 a España, la colección Renuevos de Cruz y Raya, que publicaba la editorial Cruz del Sur, localizándola en Santiago de Chile / Madrid. Arturo Soria había fundado la editorial en su exilio en Chile y al retornar a España continuó su labor de editor. Salieron 18 números en 13 volúmenes entre los años 1961 y 1965 (Bergamín tuvo que refugiarse en la embajada de Uruguay y emigrar nuevamente a Montevideo para instalarse poco después en Francia).
El detalle de los volúmenes de Renuevos de Cruz y Raya es el siguiente:
- Nº1: José Bergamín. El arte del birlibirloque; La estatua de don Tancredo, El mundo por montera, 1961, 130 pp.;
- Nº2: José Bergamín. La decadencia del analfabetismo. La importancia del demonio, 1961, 97 pp.;
- Nº3: Pablo Luis Landsberg. Experiencia de la muerte, 1962, 118 pp.;
- Nº4: Herta Schubart. Arias Montano y el duque de Alba en los Países Bajos, 1962, 73 pp.;
- Nº5: Manuel Abril. Religión, arte, poesía, 1962, 93 pp.;
- Nº6-7: José Bergamín, Rimas y sonetos rezagados, 1962, 210 pp.;
- Nº8: Martin Heidegger. ¿Qué es metafísica?; Sermón del maestro Eckehart, 1963, 74 pp.;
- Nº9: Pablo Luis Landsberg. Reflexiones sobre Unamuno; La libertad y la gracia en San Agustín, 1963, 113 pp.;
- Nº10: Ramón Gómez de la Serna. Ensayo sobre lo cursi; Escaleras: drama en tres actos, 1963;
- Nº11-12: José Bergamín, Duendecitos y coplas, 1963, 228 pp.;
- Nº13-14: Antonio Espina. El alma Garibay, 1964, 133 pp.;
- Nº15-16: Joan Maragall y Jordi Maragall i Noble. La Gloria y la fama: reflexiones de Joan Maragall, 1965, 215 pp.;
- Nº17-18: Antonio Espina. El genio cómico y otros ensayos, 1965, 226 pp.